# بلمونت (إزار)
بلمونت هي بلدية في إزار في جنوب شرق فرنسا.